# Кадіш
Кадіш (קַדִּישׁ -  «святий» або «освячення», також Каддіш, Кадиш) — молитва прослави імені Всевишнього в юдаїзмі, гімн, 

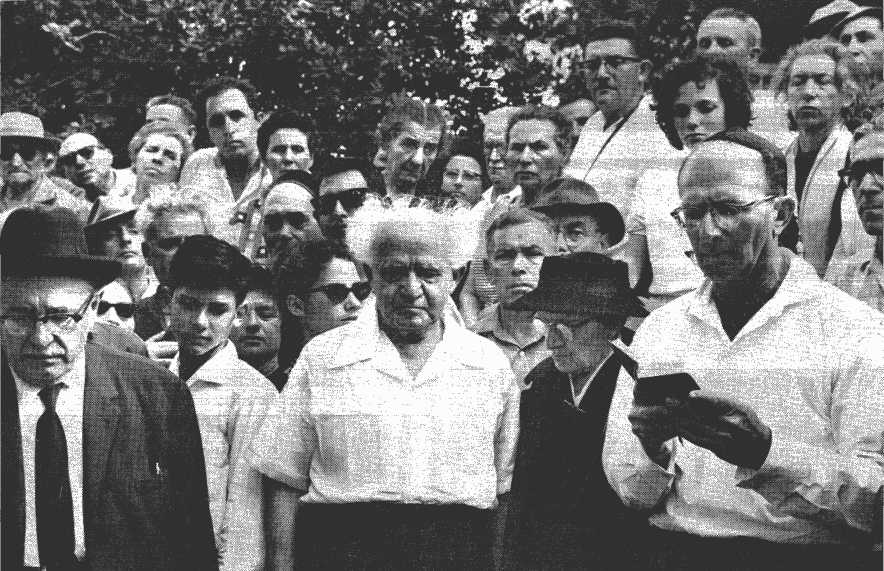
кадіш на похоронах Бера Борохова після перевезення його останків до Ізраїля з Києва. На передньому плані - Бен-Гуріон, за ним - Голда Меїр. Читає Давид Борохов. 3 квітня 1963 р.

який проголошується під час молитовної служби. Створений арамейською мовою. Поряд із Шма Ісраель та Аміда, кадіш є одним із найважливіших і центральних елементів єврейської літургії. Традиційно кадіш читається лише з міньяном — кворумом із десяти дорослих (галахічних) євреїв. Також слово кадіш часто використовується в значенні «поминальна молитва».
Історично кадіш був сформований після зруйнування першого Храму і читався в основному після лекції чи промови на тему Тори.

## Види
Існує п'ять видів кадішу.
- кадіш рабинів — прославляє Бога і просить про добробут рабинів і вчителів.
- Половинний кадіш — скороченна форма молитви
- Повний кадіш
- Похоронний кадіш
- кадіш Ятом — скорботний, поминальний кадіш[3]

Кадіш скорботний співається як частина траурних ритуалів під час усіх молитовних служб, протягом 11 єврейських місяців після смерті одного з батьків; а в деяких громадах протягом 30 днів після смерті когось з подружжя, брата, сестри чи дитини. Також кадішем називають людину, яка виконує ці траурні ритуали. кадіш поминальний не містить в собі згадки про смерть або журбу за померлим, він є молитвою прослави. Це означає, що незважаючи на втрату, скорботні славлять Бога, тобто померлий (у випадку кадішу за батьками) виховав достойну віруючу людину. Крім того урочистість молитви підкреслює принцип юдаїзму — Бог великий і всемогутній, все походить від Нього і все йде на благо.

## Значення
Єврейські мудреці вважали, що той, хто читає кадіш з усією своєю внутрішньою силою та переконанням, заслужить скасування найсуворішого вироку Бога, спрямованого проти нього і може отримати прощення. Талмуд зазначає, що ця молитва прослави підтримує існування світу після руйнування Храму. Також в деяких творах говориться про спасительну силу проголошення кадішу у кінці часів під час приходу Машиаха. Проголошення скорботного кадішу помагає спокутувати гріхи померлого.